# タイム (フレディ・マーキュリーの曲)
「タイム」（Time）は、クイーンのボーカリストであるフレディ・マーキュリーが1986年に発表した楽曲で、同名のミュージカルのために、「イン・マイ・ディフェンス」と同時期にレコーディングされた。

## 解説
マーキュリーはミュージカル自体には出演しなかったが、両方の曲がキャストアルバムに収録されている。また、シングルカットもされ、全英シングルチャートで32位にまで達した。シングルバージョンは、2000年にはボックス・セット『フレディ・マーキュリー・コレクション 1973-2000』、2006年にはコンピレーション・アルバム『ザ・ヴェリー・ベスト・オブ・フレディ・マーキュリー』にも収録された。
ミュージックビデオは、ミュージカル「タイム」が上演されているロンドンのドミニオン劇場で、3時間かけて撮影された。

## シングル収録曲

### タイム (1986年盤)
7" single (イギリス盤のみ)
1. タイム - Time (Clark, Christie)
2. タイム (インストゥルメンタル) - Time (Instrumental Version) (Clark, Christie)

12" single (イギリス盤のみ)
1. タイム (エクステンデッド・ミックス) - Time (Extended Mix) (Clark, Christie)
2. タイム - Time (Clark, Christie)
3. タイム (インストゥルメンタル・ヴァージョン) - Time (Instrumental Version) (Clark, Christie)

### タイム・ウェイツ・フォー・ノー・ワン (2019年盤)
デジタル配信
1. タイム・ウェイツ・フォー・ノー・ワン - Time Waits For No One (Clark, Christie)

7" single, CD single (イギリス盤のみ)
1. タイム・ウェイツ・フォー・ノー・ワン - Time Waits For No One (Clark, Christie)
2. フレディ・マーキュリー・アンド・デイヴ・クラーク・イン・カンバセーション - Freddie Mercury And Dave Clark In Conversation

## リミックス
- 「タイム (ナイル・ロジャース 1992 リミックス)」は、1992年のコンピレーション・アルバム「ザ・フレディ・マーキュリー・アルバム」に収録されているバージョンで、ピアノがギターに置き換えられている。
- 「タイム (2000 リミックス)」は、パーカッションの一部の音源が無いことを除いてはシングルバージョンと同じ。
- 「タイム・ウェイツ・フォー・ノー・ワン」は、フレディが録音したデモテープで、2017年にデイヴ・クラークが発見し、2019年6月20日にリリースされ、ミュージックビデオも公開された。

## パーソネル
- フレディ・マーキュリー - リードボーカル
- マイク・モーラン - キーボード
- ブレット・モーガン - ドラム
- アラン・ジョーンズ - ベースギター
- ジョン・クリスティ - コーラス
- ピーター・ストレイカー - コーラス